# 1974 год в кино

## Фильмы

### Мировое кино
- «Алиса здесь больше не живёт»/Alice Doesn’t Live Here Anymore, США, (реж. Мартин Скорсезе)
- «Аморальные истории»/Contes Immoraux, Франция, (реж. Валериан Боровчик)
- «Безумие»/Craze, Великобритания, (реж. Фредди Фрэнсис)
- «Брак (Узы брака)»/Mariage, Франция, (реж. Клод Лелуш)
- «Вальсирующие»/Les Valseuses, Франция, (реж. Бертран Блие)
- «Венсан, Франсуа, Поль и другие»/Vincent, Francois, Paul et les autres, Франция, (реж. Клод Соте)
- «Возвращение высокого блондина»/Contes Le Retour Du Grand Blond, Франция, (реж. Ив Робер)
- «Главное — любить»/L' Important C’Est D’Aimer, Франция—ФРГ—Италия (реж. Анджей Жулавский)
- «Женщина под влиянием»/A woman under influence, США, (реж. Джон Кассаветис)
- «Заговор „Параллакс“»/Parallax View, The, США, (реж. Алан Пакула)
- «Запах женщины»/Profumo di donna, Италия, (реж. Дино Ризи)
- «Земля обетованная»/Ziemia obiecana, Польша, (реж. Анджей Вайда)
- «Калифорнийский покер»/California Split, США, (реж. Роберт Олтмен)
- «Китайский квартал»/Chinatown, США, (реж. Роман Полански)
- «Крёстный отец 2»/The Godfather Part II, США, (реж. Фрэнсис Форд Коппола)
- «Кулачное право свободы»/Faustrecht der Freiheit, ФРГ, (реж. Райнер Вернер Фасбиндер)
- «Лакомб Люсьен»/Lacomb Lucien, Франция—ФРГ—Италия, (реж. Луи Маль)
- «Ланселот Озёрный»/Lancelot Du Lac, Франция—Италия, (реж. Робер Брессон)
- «Ледяная грудь»/Les Seins De Glace, Франция—Италия, (реж. Жорж Лотнер)
- «Марикен из Неймегена»/Mariken van Nieumeghen, Нидерланды, (реж. Йос Стеллинг)
- «Молодой Франкенштейн»/Young Frankenstein, США, (реж. Мел Брукс)
- «Народный роман»/Romanzo Popolare, Италия, (реж. Марио Моничелли)
- «Не трогай белую женщину»/Touche Pas A La Femme Blanche, Франция—Италия, (реж. Марко Феррери)
- «Ночной портье»/Il Portiere Di Notte, Италия, (реж. Лилиана Кавани)
- «Он начинает сердиться»/La moutarde me monte au nez, Франция, (реж. Клод Зиди)
- «Первая полоса»/The Front Page, США, (реж. Билли Уайлдер)
- «Пощёчина»/La Gifle, Франция—Италия, (реж. Клод Пиното)
- «Призрак свободы»/Le Fantome De La Liberte, Франция—Италия, (реж. Луис Буньюэль)
- «Принесите мне голову Альфредо Гарсиа»/Bring Me the Head of Alfredo Garcia, США—Мексика, (реж. Сэм Пекинпа)
- «Разговор»/The Conversation, США, (реж. Фрэнсис Форд Коппола)
- «Сверкающие сёдла»/Blazing Saddles, США, (реж. Мел Брукс)
- «Семейный портрет в интерьере»/Gruppo Di Famiglia In Un Interno, Франция—Италия, (реж. Лукино Висконти)
- «Середина мира»/Le Milieu Du Monde, Швейцария—Италия, (реж. Ален Таннер)
- «Стависки»/Stavisky, Франция—Италия, (реж. Ален Рене)
- «Страх над городом»/Peur Sur La Ville, Франция—Италия, (реж. Анри Верней)
- «Страх съедает душу»/Angst essen Seele auf, ФРГ, (реж. Райнер Вернер Фасбиндер)
- «Техасская резня бензопилой»/Texas Chain Saw Massacre, The, США, (реж. Тоуб Хупер)
- «Тёмная звезда»/Dark Star, США, (реж. Джон Карпентер)
- «Убийство в „Восточном экспрессе“»/Murder On The Orient Express, Великобритания, (реж. Сидни Люмет)
- «Фокси Браун»/Foxy Brown, США, (реж. Джек Хилл)
- «Цветок тысяча одной ночи»/Il Fiore Della Mille E Una Notte, Италия—Франция, (реж. Пьер Паоло Пазолини)
- «Часовщик из Сен-Поля»/L’Horloger de Saint-Paul, Франция, (реж. Бертран Тавернье)
- «Человек, несущий смерть»/The Terminal Man, США, (реж. Майк Ходжес)
- «Человек с золотым пистолетом»/The Man With The Golden Gun, Великобритания (реж. Гай Хэмилтон)
- «Четыре мушкетёра: Месть миледи»/Four Musketeers, The Revenge Of Milady, Великобритания—Испания—Панама, (реж. Ричард Лестер)
- «Шугарлендский экспресс»/The Sugarland Express, США, (реж. Стивен Спилберг)
- «Эммануэль»/Emmanuelle, Франция, (реж. Жюст Жакен)
- «Якудза»/The Yakuza, США—Япония, (реж. Сидни Поллак)

### Советское кино

#### Художественно-игровое кино

##### Фильмы Азербайджанской ССР
- «По следам Чарвадаров», (реж. Тофик Исмайлов)
- «Тысяча первая гастроль», (реж. Октай Мир-Касимов)

##### Фильмы Белорусской ССР
- «Бронзовая птица», (реж. Николай Калинин)
- «Великий укротитель»
- «Великое противостояние»
- «Время её сыновей»
- «Неоткрытые острова»
- «Пламя», (реж. Виталий Четвериков)
- «Последнее лето детства», (реж. Валерий Рубинчик)
- «Потому что люблю»
- «Приключения в городе, которого нет», (реж. Леонид Нечаев)
- «Сергеев ищет Сергеева»
- «Ясь и Янина», (реж. Юрий Цветков)

##### Фильмы Грузинской ССР
- «Ночной визит», (реж. Нико Санишвили)
- «Чудаки», (реж. Эльдар Шенгелая)

##### Фильмы Латвийской ССР
- «Свет в конце тоннеля» (реж. Алоиз Бренч)

##### Фильмы РСФСР
- «Автомобиль, скрипка и собака Клякса», (реж. Ролан Быков)
- «Агония», (реж. Элем Климов)
- «Анискин и Фантомас», (реж. Михаил Жаров и Владимир Рапопорт)
- «В то далёкое лето…», (реж. Николай Лебедев)
- «Весенние перевёртыши», (реж. Григорий Аронов)
- «Выбор цели», (реж. Игорь Таланкин)
- «Георгий Седов», (реж. Борис Григорьев)
- «День приёма по личным вопросам», (реж. Соломон Шустер)
- «Дочки-матери», (реж. Сергей Герасимов)
- «Засекреченный город», (реж. Михаил Юзовский)
- «Звезда экрана», (реж. Владимир Гориккер)
- «Зеркало», (реж. Андрей Тарковский)
- «Иван да Марья», (реж. Борис Рыцарев)
- «Ксения, любимая жена Фёдора», (реж. Виталий Мельников)
- «Кыш и Двапортфеля», (реж. Эдуард Гаврилов)
- «Лев Гурыч Синичкин», (реж. Александр Белинский)
- «Любовь земная», (реж. Евгений Матвеев)
- «Люди и манекены», (реж. Аркадий Райкин)
- «Не болит голова у дятла», (реж. Динара Асанова)
- «Небо со мной», (реж. Валерий Лонской)
- «Незнакомый наследник», (реж. Геннадий Казанский, Олег Дашкевич)
- «Одиножды один», (реж. Геннадий Полока)
- «Осень», (реж. Андрей Смирнов)
- «Отроки во Вселенной», (реж. Ричард Викторов)
- «Повесть о человеческом сердце», (реж. Даниил Храбровицкий)
- «Премия», (реж. Сергей Микаэлян)
- «Птицы над городом», (реж. Сергей Никоненко)
- «Романс о влюблённых», (реж. Андрей Михалков-Кончаловский)
- «Самый жаркий месяц», (реж. Юлий Карасик)
- «Свадьба Кречинского», (реж. Владимир Воробьёв)
- «Свой среди чужих, чужой среди своих», (реж. Никита Михалков)
- «Соломенная шляпка», (реж. Леонид Квинихидзе)
- «Таня», (реж. Анатолий Эфрос)
- «Фронт без флангов», (реж. Игорь Гостев)
- «Царевич Проша», (реж. Надежда Кошеверова)
- «Чисто английское убийство», (реж. Самсон Самсонов)

##### Фильмы совместных производителей

###### Двух стран
- «Единственная дорога», (совм. с СФРЮ, реж. Владо Павлович).
- «Потоп», (совм. с Польшей, реж. Ежи Гофман)
- «Под каменным небом», (совм. с Норвегией, реж. Кнут Андерсен и Игорь Масленников).

##### Фильмы УССР
- Рассказы о Кешке и его друзьях (р/п. Радомир Василевский).

### Киножурналы
- Ералаш

### Телеспектакли
- «Ночь ошибок», (реж. Михаил Козаков)

## Награды
- Станислав Ростоцкий, Борис Васильев, Вячеслав Шумский и Андрей Мартынов удостоены Премии Ленинского комсомола за фильм «А зори здесь тихие…».

## Лидеры проката
- «Калина красная», (режиссёр Василий Шукшин) — 62 500 000 зрителей
- «Невероятные приключения итальянцев в России», (режиссёр Эльдар Рязанов) — 49 200 000 зрителей
- «В бой идут одни «старики»», (режиссёр Леонид Быков) — 44 300 000 зрителей

## Персоналии

### Родились
- 5 марта — Ева Мендес, американская киноактриса.
- 28 апреля — Пенелопа Крус, испанская киноактриса.
- 11 мая — Мажимель Бенуа, французский киноактёр.
- 14 мая — Анна Михалкова, российская киноактриса, старшая дочь Никиты Михалкова.
- 10 июня — Евгений Стычкин, российский актёр театра и кино.
- 19 июня — Бампер Робинсон, американский киноактёр.
- 25 июня — Каризма Капур, индийская киноактриса.
- 22 июля — Франка Потенте, немецкая киноактриса.
- 22 августа — Марат Башаров, российский актёр театра и кино.
- 28 октября — Хоакин Феникс, американский киноактёр.
- 9 ноября — Джованна Меццоджорно, итальянская актриса театра и кино.
- 11 ноября — Леонардо Ди Каприо, американский киноактёр.

### Скончались
- 3 января — Максим Штраух, советский актёр театра и кино, народный артист СССР.
- 2 октября — Василий Шукшин, советский писатель, кинорежиссёр, актёр, заслуженный деятель искусств РСФСР.
- 23 ноября — Александер Севрук, польский актёр театра и кино.